# Förr eller senare
Förr eller senare var ett svenskt frågesportsprogram som producerades och sändes av TV4. Totalt producerades 12 avsnitt fördelat på två säsonger 2013-2014. Tävlingen gick ut på att bland annat gissa årtal och sortera händelser i rätt kronologisk ordning.

## Avsnitt

### Säsong 1
| Avsnitt | Sändningsdatum    | Tävlande deltagare                                                    | Ref   |
| ------- | ----------------- | --------------------------------------------------------------------- | ----- |
| 1       | 8 september 2013  | Christer Lindarw, Stefan Gerhardsson, Lotta Engberg, Thomas Petersson | [ 2 ] |
| 2       | 15 september 2013 | Staffan Ling, Alexandra Pascalidou, Josefine Sundström, Martin Timell | [ 3 ] |
| 3       | 22 september 2013 | Maria Lundqvist, Lars-Åke Wilhelmsson, Johan Hedenberg, Ted Åström    | [ 4 ] |
| 4       | 29 september 2013 | Johanna Westman, Gunnel Fred, Katrin Sundberg, Harald Hamrell         | [ 5 ] |
| 5       | 6 oktober 2013    | Ann Westin, Helge Skoog, Sven Melander, Gert Fylking                  | [ 6 ] |
| 6       | 8 augusti 2013    | Agneta Sjödin, Jojje Jönsson, Samuel Fröler, Cecilia Frode            | [ 7 ] |

### Säsong 2
| Avsnitt | Sändningsdatum | Tävlande deltagare                                                          | Ref    |
| ------- | -------------- | --------------------------------------------------------------------------- | ------ |
| 1       | 27 juni 2014   | Rickard Olsson, Pernilla Wahlgren, Kim Sulocki, Niclas Wahlgren             | [ 8 ]  |
| 2       | 4 juli 2014    | Claes Malmberg, Katarina Ewerlöf, Lia Boysen, Annika Jankell                | [ 9 ]  |
| 3       | 11 juli 2014   | Anders Jansson, Anna Charlotta Gunnarson, Pontus Gårdinger, Kattis Ahlström | [ 10 ] |
| 4       | 25 juli 2014   | Anders Johansson, Ola Forssmed, Mi Ridell, Stefan Sauk                      | [ 11 ] |
| 5       | 1 augusti 2014 | Anders Lundin, Tintin Anderzon, Sussie Eriksson, Olle Sarri                 | [ 12 ] |
| 6       | 8 augusti 2014 | Claes af Geijerstam, Anna-Lena Bergelin, Tony Irving, Lars Ohly             | [ 13 ] |

### Fotnoter
1. 1 2 3  ”Hans Rosenfeldt leder ny frågesport i TV4”. Aftonbladet. 12 juli 2013. http://www.aftonbladet.se/nojesbladet/tv/article17118579.ab. Läst 14 juli 2016.
2. ↑  ”Förr eller senare 2013-09-08”. Svensk mediedatabas. Kungliga biblioteket. http://smdb.kb.se/catalog/id/002944338/24. Läst 17 juli 2016.
3. ↑  ”Förr eller senare 2013-09-15”. Svensk mediedatabas. Kungliga biblioteket. http://smdb.kb.se/catalog/id/002946412/26. Läst 17 juli 2016.
4. ↑  ”Förr eller senare 2013-09-22”. Svensk mediedatabas. Kungliga biblioteket. http://smdb.kb.se/catalog/id/002948567/25. Läst 17 juli 2016.
5. ↑  ”Förr eller senare 2013-09-29”. Svensk mediedatabas. Kungliga biblioteket. http://smdb.kb.se/catalog/id/002950388/23. Läst 17 juli 2016.
6. ↑  ”Förr eller senare 2013-10-06”. Svensk mediedatabas. Kungliga biblioteket. http://smdb.kb.se/catalog/id/002952265/24. Läst 17 juli 2016.
7. ↑  ”Förr eller senare 2013-10-13”. Svensk mediedatabas. Kungliga biblioteket. http://smdb.kb.se/catalog/id/002954096/23. Läst 17 juli 2016.
8. ↑  ”Förr eller senare 2014-06-27”. Svensk mediedatabas. Kungliga biblioteket. http://smdb.kb.se/catalog/id/003508182/26. Läst 17 juli 2016.
9. ↑  ”Förr eller senare 2014-07-04”. Svensk mediedatabas. Kungliga biblioteket. http://smdb.kb.se/catalog/id/003511298/24. Läst 17 juli 2016.
10. ↑  ”Förr eller senare 2014-07-11”. Svensk mediedatabas. Kungliga biblioteket. http://smdb.kb.se/catalog/id/003512555/24. Läst 17 juli 2016.
11. ↑  ”Förr eller senare 2014-07-25”. Svensk mediedatabas. Kungliga biblioteket. http://smdb.kb.se/catalog/id/003514784/24. Läst 17 juli 2016.
12. ↑  ”Förr eller senare 2014-08-01”. Svensk mediedatabas. Kungliga biblioteket. http://smdb.kb.se/catalog/id/003515935/24. Läst 17 juli 2016.
13. ↑  ”Förr eller senare 2014-08-08”. Svensk mediedatabas. Kungliga biblioteket. http://smdb.kb.se/catalog/id/003517259/24. Läst 17 juli 2016.